# Vadarci
Vadarci (mađarski: Tiborfa, staro prekomursko ime Tivadarovci) je naselje u slovenskoj Općini Puconcima. Vadarci se nalazi u pokrajini Prekomurju i statističkoj regiji Pomurju. U Vadarcima je bio rođen Jožef Sakovič,  političar, pisac i prevoditelj.

## Stanovništvo
Prema popisu stanovništva iz 2002. godine naselje je imalo 378 stanovnika.